# Wiluite
La wiluite è un minerale. Ha la stessa struttura della vesuvianite.

## Etimologia
Il nome deriva dalla località di scoperta: il fiume Wilui, nella regione russa della Jacuzia.